# Ormosia costulata
Ormosia costulata là một loài thực vật có hoa trong họ Đậu. Loài này được (Miq.) Kleinhoonte miêu tả khoa học đầu tiên.